# Daniel Guillén Ruiz
Daniel "Dani" Guillén Ruiz (Plasència, Província de Cáceres, 1 d'octubre de 1984) és un futbolista extremeny que juga com a lateral esquerre.

## Carrera de club
Guillén fou fitxat pel planter del Reial Madrid des d'un altre club de la capital, el Las Rozas CF, i va començar a jugar al Reial Madrid C. La temporada 2006–07, va debutar amb el Reial Madrid Castella a segona divisió, jugant 17 partits, tot i que l'equip va acabar baixant; l'ant següent va jugar encara menys.
Descartat pel Reial Madrid el 2008, Guillén va seguir la seva carrera a Segona Divisió B, primer amb el Benidorm CF i posteriorment passant per diversos equips, com UE Sant Andreu, CE L'Hospitalet, CE Atlètic Balears, Burgos CF i CF Fuenlabrada.